# Wikstroemia taiwanensis
Wikstroemia taiwanensis är en tibastväxtart som beskrevs av C. E. Chang. Wikstroemia taiwanensis ingår i släktet Wikstroemia och familjen tibastväxter. Inga underarter finns listade i Catalogue of Life.